# Tournoi international de Berlin
Le Tournoi international de Berlin a été  une compétition internationale de hockey sur glace entre clubs européennes. 

## Palmarès
| Édition | Vainqueur              | Finaliste          |
| ------- | ---------------------- | ------------------ |
| 1908    | Princes ICH Londres    | CP Paris           |
| 1909    | Akademischer SC Dresde | Bruxelles IHSC     |
| 1910    | CP Paris               | Berlin SC          |
| 1926    | Berlin SC              | Canadiens de Paris |
| 1926    | Vienne EV              | Berlin SC          |
| 1927    | Berlin SC              | Belgique           |
| 1927    | Berlin SC              | Vienne EV          |
| 1928    | Toronto Varsity Grads  | Berlin SC          |
| 1930    | Berlin SC              | IK Göta            |
| 1931    | Canada                 | Berlin SC          |
| 1934    | Streatham IHC          | SC Riessersee      |
| 1935    | LTC Prague             | Pologne            |
| 1941    | HC Davos               | Hammarby IF        |